# 桑田郡
桑田郡是過去位於日本丹波國的郡，後被分割為北桑田郡和南桑田郡兩郡。
過去桑田郡的範圍幫括現在的京都市西北部區域、龜岡市大部分地區、南丹市北半部區域、高槻市的北部部分地區、豐能町北部一小部分地區。

## 歷史
在令制國時代屬於山城國，在江戶時代末期分屬丹波龜山藩、篠山藩、園部藩、高槻藩的領地，另有部分區域為皇室、幕府旗本、公家二條家的領地；明治維新後，1868年皇室、公家及幕府的領地被劃入新設立的久美濱縣，1871年實施廢藩置縣，原屬各藩的領地改隸屬新設立的龜岡縣、園部縣、篠山縣、高槻縣，但又在同年實施的第一次府縣整併中，高槻縣被併入大阪府，其餘地區則併入京都府。
1879年實施郡區町村編制法，桑田郡被分割為南桑田郡及北桑田郡兩個行政區劃，兩個郡的郡役所分別設於亀岡町（位於現在的龜岡市）和比賀江村（位於現在的京都市右京區）。